# Wydział Nauk Farmaceutycznych w Sosnowcu Śląskiego Uniwersytetu Medycznego
Wydział Nauk Farmaceutycznych w Sosnowcu Śląskiego Uniwersytetu Medycznego (skrót: WNF SUM; wcześniej pol.: Wydział Farmaceutyczny z Oddziałem Medycyny Laboratoryjnej w Sosnowcu Śląskiego Uniwersytetu Medycznego; obecnie ang. Faculty of Pharmaceutical Sciences in Sosnowiec) – jeden z wydziałów Śląskiego Uniwersytetu Medycznego, mający siedzibę w Sosnowcu.

## Historia
Wydział Farmaceutyczny (skrót: WF) został utworzony z dniem 1 lipca 1971 na mocy zarządzenia Ministra Zdrowia i Opieki Społecznej z 26 maja 1971 jako drugi wydział Śląskiej Akademii Medycznej. Od 1968 organizatorem wydziału był  doc. dr hab. n. przyr. Tadeusz Wilczok, w latach 1971–1972 formalnie pełniący obowiązki dziekana. Pierwszym dziekanem Wydziału Farmaceutycznego został doc. dr hab. n. med. Leonidas Samochowiec (1 września – 30 listopada 1972). W związku z rezygnacją doc. Samochowca z pracy na ŚAM, do czasu kolejnego wyboru dziekana (1974) wydziałem zarządzali prodziekani: dr n. med. Marian Dróżdż (1972–1973) i doc. Tadeusz Wilczok (1972–1975).
Początkowo (1971–1973) siedziba Wydziału mieściła się w kampusie Śląskiej Akademii Medycznej w Zabrzu-Rokitnicy, w budynkach Wydziału Lekarskiego, gdzie kształcili się pierwsi studenci farmacji. Od 1 października 1973 główna siedziba Wydziału Farmaceutycznego została przeniesiona do budynku przy ul. Jagiellońskiej 4 w Sosnowcu (Radocha), w którego dobudowanym skrzydle otwarto 4 grudnia 2015 nowoczesne Centrum Dydaktyczne wydziału. W 1977 wydział otrzymał dwa budynki na sosnowieckiej Ostrej Górce przy ul. Ostrogórskiej 30, z przeznaczeniem głównie na Domy Studenta. Do jednego z nich przeniesiono później dziekanat i część zakładów, a w 1983 w akademiku umieszczono bibliotekę wydziału. Na Ostrej Górce miał powstać kampus wydziału, w związku z czym w 1978 rozpoczęto budowę 11-piętrowego gmachu z przeznaczeniem na Centrum Farmaceutyczno-Diagnostyczne Śląskiej Akademii Medycznej i główną siedzibę Wydziału Farmaceutycznego. Budowę jednak przerwano w stanie surowym w 1993, a porzucony i niszczejący gmach (nazywany Szkieletorem) wyburzono w 2016.
W 1980 wydział pozyskał budynek na Pogoni przy ul. Narcyzów 1, a kolejny na przełomie wieków również na Pogoni, przy ul. Kasztanowej 3, w którym m.in. w 2007 otwarto Zakład Kosmetologii. W 2009 na potrzeby wydziału zaadaptowano sąsiedni budynek przy ul. Kasztanowej 3A z salą wykładową na 200 osób. Z kolei 6 listopada 2006 oddano do użytku wyremontowany budynek przy ul. Jedności 8 (Dańdówka), który stał się jego główną siedzibą (z dziekanatem) i zaczątkiem nowego kampusu. W 2010 rozpoczęto znaczną rozbudowę tego obiektu, oddając 15 października 2013 do użytku kampus złożony z połączonych ze sobą nowoczesnych budynków, do których przeniesiono wszystkie jednostki organizacyjne z budynku przy ul. Narcyzów 1 (budynek ten opuszczono) i część z ul. Ostrogórskiej 30 oraz znajdujące się dotąd w Regionalnym Centrum Krwiodawstwa i Krwiolecznictwa w Katowicach. Wydział wynajmował okresowo pomieszczenia w innych budynkach, z których sukcesywnie przenosił jednostki organizacyjne do modernizowanych i budowanych obiektów własnych.
W 1992 wydział utworzył pierwszą Aptekę Akademicką, a w 1995 drugą, przy ul. Tysiąclecia 41, jako centra praktycznej nauki studentów farmacji. Nowa Apteka Szkoleniowa powstała w 2007 w budynku przy ul. Kasztanowej 3.

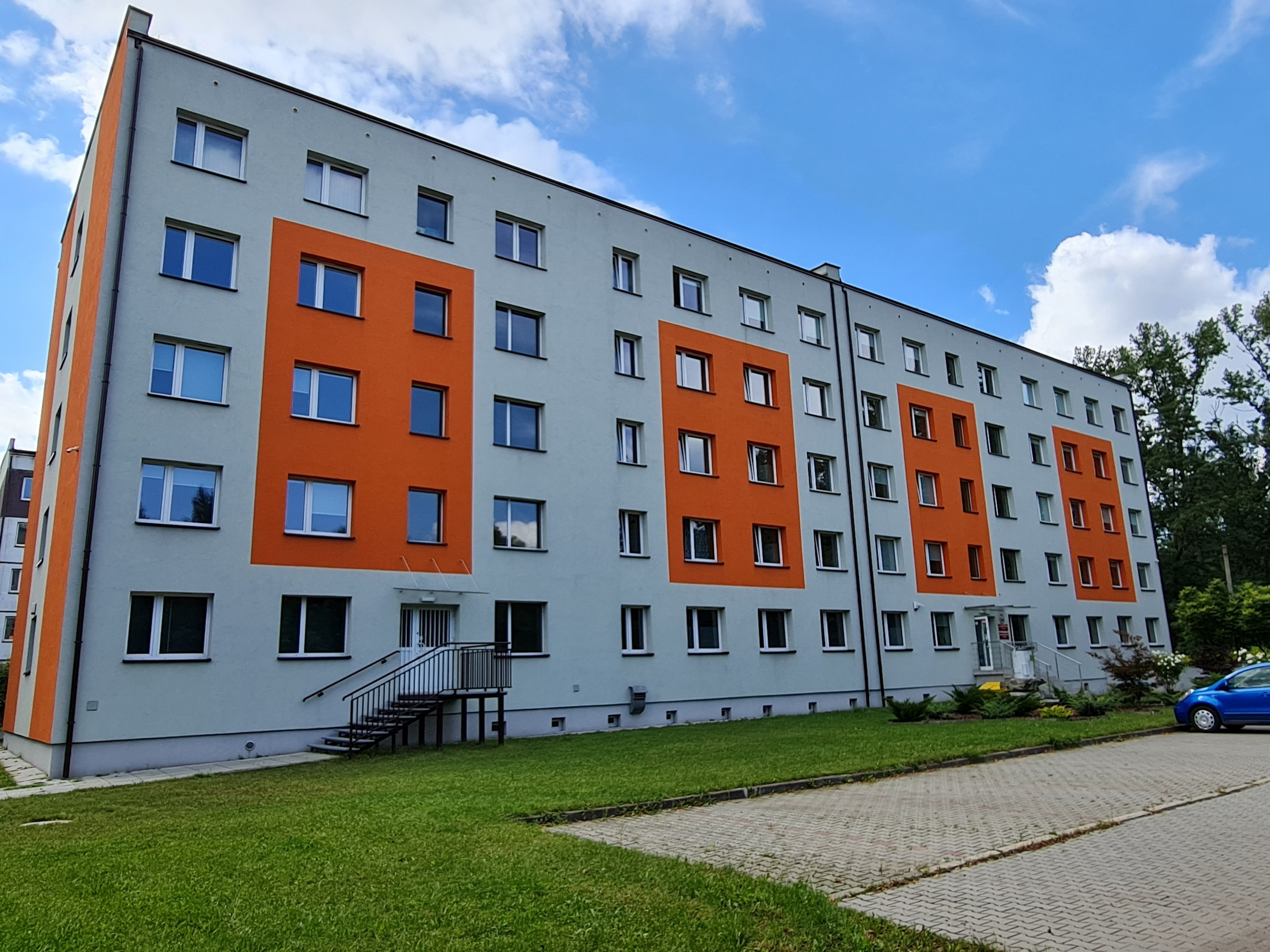
Muzeum Medycyny i Farmacji przy ul. Ostrogórskiej 30 (2021)

W pierwszym roku akademickim 1971/1972 naukę na wydziale rozpoczęło 40 studentów I roku farmacji. W 1979 otwarto drugi kierunek studiów – analitykę medyczną (jednolite pięcioletnie), w 2002 dwustopniowe studia na kierunku kosmetologia, a w 2003 jednolite studia na kierunku biotechnologia (przekształcone w dwustopniowe studia biotechnologii medycznej). W 2004 na wydziale utworzono Studium Doktoranckie, obecnie przekształcone w wydziałowe kolegium Szkoły Doktorskiej SUM.
Z dniem 1 października 1979 na wydziale utworzono zarządzeniem Ministra Zdrowia i Opieki Społecznej (z 23 marca 1979) Oddział Analityki Medycznej, który Senat ŚAM przemianował 12 grudnia 2001 na Oddział Medycyny Laboratoryjnej, co skutkowało zmianą nazwy wydziału na Wydział Farmaceutyczny z Oddziałem Medycyny Laboratoryjnej w Sosnowcu (skrót: WFZOML). Z dniem 1 października 2019 zmieniono nazwę Wydziału Farmaceutycznego z Oddziałem Medycyny Laboratoryjnej w Sosnowcu na Wydział Nauk Farmaceutycznych w Sosnowcu.
W budynku wydziału na Ostrej Górce (ul. Ostrogórska 30) otwarto 12 grudnia 2018 Muzeum Medycyny i Farmacji Śląskiego Uniwersytetu Medycznego w Katowicach, w którym zaprezentowano kolekcje pamiątek, zbieranych od 2013.

### Dziekani Wydziału[5]
1971–1972 – p.o. dziekana doc. dr hab. n. przyr. Tadeusz Wilczok
1. 1972 – doc. dr hab. n. med. Leonidas Samochowiec (pierwszy dziekan)
  - 1972–1973 – prodziekan dr n. med. Marian Dróżdż (nie wybrano dziekana)
  - 1972–1975 – prodziekan doc. dr hab. n. przyr. Tadeusz Wilczok
2. 1974–1977 – doc. dr n. med. Marian Dróżdż (drugi dziekan)
3. 1978–1981 – doc. dr hab. n. med. Jeremi Czaplicki(inne języki)
4. 1981–1983 – doc. dr hab. n. med. Marian Dróżdż
5. 1983–1987 – prof. dr hab. n. przyr. Tadeusz Wilczok
6. 1987–1989 – doc. dr hab. n. farm. Wiesław Chorąży
7. 1989–1990 – doc. dr hab. n. techn. Władysław Wardas
8. 1990–1996 – prof. dr hab. n. przyr. Tadeusz Wilczok
9. 1996–2002 – prof. dr hab. n. med. Barbara Błońska-Fajfrowska
10. 2002–2008 – prof. dr hab. n. med. Krystyna Olczyk
11. 2008–2016 – prof. dr hab. n. farm. Stanisław Boryczka(inne języki)
12. 2016–2020 – prof. dr hab. n. med. Krystyna Olczyk
13. od 2020 – dr hab. n. med. Robert Wojtyczka(inne języki)[19]

## Władze (od 2020)[20]
- Dziekan – dr hab. n. med. Robert Wojtyczka(inne języki)
- Prodziekan ds. studenckich – dr n. med. Robert Kubina(inne języki)
- Prodziekan – dr hab. n. farm. Ewa Chodurek
- Prodziekan – dr hab. n. med. Agata Kabała-Dzik(inne języki)

## Kierunki studiów[21]
- Analityka medyczna (jednolite magisterskie)
- Biotechnologia medyczna (I i II stopnia w języku polskim)
- Biotechnologia medyczna (I stopnia w języku angielskim)
- Farmacja (jednolite magisterskie w języku polskim)
- Farmacja (jednolite magisterskie w języku angielskim)
- Kosmetologia (I i II stopnia)
- Chemia kosmetyczna (I stopnia)

Ponadto wydział prowadzi studia podyplomowe na 5 kierunkach i doktorskie na 2 kierunkach (nauki farmaceutyczne i nauki medyczne w dyscyplinie biologia medyczna).

## Organizacja i kadra
Obecnie wydział dysponuje 36 jednostkami naukowo-dydaktycznymi rozmieszczonymi w kompleksach budynków:
- ul. Jedności 8 i 8A (Dańdówka) – główny kampus i siedziba władz wydziału z dziekanatem
- ul. Jagiellońska 4 (Radocha) – z Centrum Dydaktycznym wydziału
- ul. Ostrogórska 30 (Ostra Górka) – Akademiki oraz Muzeum Medycyny i Farmacji

Na Wydziale Nauk Farmaceutycznych w Sosnowcu pracuje 172 nauczycieli akademickich, w tym 19 profesorów i 42 doktorów habilitowanych.
Wydział posiada uprawnienia do nadawania stopni naukowych:
- doktora nauk farmaceutycznych (od 1988)
- doktora nauk medycznych (od 1998)
- doktora habilitowanego nauk medycznych (od 2003)
- doktora habilitowanego nauk farmaceutycznych (od 2013).